# 小行星9670
小行星9670（英語：9670 Magni）是一颗围绕太阳公转的小行星。1997年7月10日，A. Boattini在帝王台发现了此天体。
这颗小行星的绝对星等为339.6032488304966等。